# Point Venture
Point Venture – wieś w Stanach Zjednoczonych, w stanie Teksas, w hrabstwie Travis.